# Стоун (одиниця вимірювання)
Сто́ун (англ. stone, скор. st.; букв. — «камінь») — британська одиниця вимірювання маси, рівна 14 фунтам або 6,35029318 кілограма. У Великій Британії та Ірландії використовується як одиниця маси тіла людини. Так, англієць може сказати, що важить 11 стоунів 4 фунти (англ. 11 stone 4); американець б виразив свою вагу тільки в фунтах, а житель континентальної Європи — в кілограмах.
За сучасними британськими законами, стоун не входить в список одиниць вимірювання маси, які дозволяється використовувати в торгівлі. Але історично стоун був одиницею ваги м'яса, сиру, овочів, вовни, воску і подібних продуктів. Значення стоуна сильно відрізнялося в залежності від міста і від типу зважуваного товару. Так, згідно з першим виданням Енциклопедії Британіки (1768—1771 роки), один стоун яловичини був рівний 8 фунтам в Лондоні, 12 фунтам в Гартфордширі і 16 фунтам в Шотландії.

## Цікаво
Оскільки слово stone в старому англійському сленгу означало чоловіче яєчко, в літературі зустрічаються каламбури, де порівнюють яєчка з одиницею маси; зокрема, в ряді англійських п'єс XVII століття кастрація описується як схуднення на два стоуни.